# Allogamus pertuli
Allogamus pertuli là một loài Trichoptera trong họ Limnephilidae. Chúng phân bố ở miền Cổ bắc.